# Blécourt (Noorderdepartement)
Blécourt is een gemeente in het Franse Noorderdepartement in de regio Hauts-de-France en telt 358 inwoners (2004). De plaats maakt deel uit van het arrondissement Cambrai.

## Geografie
De oppervlakte van Blécourt bedraagt 3,6 km², de bevolkingsdichtheid is 99,4 inwoners per km². In de gemeente ligt spoorwegstation Blécourt.
De onderstaande kaart toont de ligging van Blécourt (Noorderdepartement) met de belangrijkste infrastructuur en aangrenzende gemeenten.

## Demografie
Onderstaande figuur toont het verloop van het inwonertal (bron: INSEE-tellingen).